# Р351 (Росія)
Автошлях Р351 (Єкатеринбург — Тюмень) — автомобільна дорога федерального значення. Є частиною європейського транспортного маршруту  (Голігед, Велика Британія — Ішим).

## Опис
Є продовження федеральної автодороги Р242 Перм — Єкатеринбург. Триває федеральними автошляхами Р402 Тюмень — Ішим — Омськ і Р404 Тюмень — Ханти-Мансійськ з під'їздом до Сургута. На підході до Тюмені називається Московським трактом. Від Єкатеринбурга до повороту на Р354 (12-36 км) дорога розширена до чотирьох смуг, далі весь шлях слідує по дві смуги в кожному напрямку, Йде реконструкція траси з розширенням до чотирьох смуг на всьому протязі. Довжина траси 329,357 км.

## Історія
Історичний Великий Сибірський тракт і Тюменський тракт як його частина було затверджено у 1763 році. Частина Тюменського тракту від Єкатеринбурга до перетину із залізницею на Тюмень (дублер Сибірського тракту) здана у 1976 році і починається від Єкатеринбурзької окружної автодороги. Ідуть двома паралельними трактами і з'єднуються на 21-му кілометрі. Дорога з твердим покриттям за маршрутом від Єкатеринбурга до кордону Свердловської та Тюменської областей (довжина 260 км) була зведена управлінням будівництва та ремонту автомобільних доріг Свердловського облвиконкому у 1966 – 1971 роках. Ділянка траси від східного кордону Свердловської області до Тюмені (37 км) вперше була заасфальтована тюменським ДСУ-1 у 1961 — 1962 роках.
У жовтні 2011 року було відкрито першу пускову ділянку обходу траси Єкатеринбург – Тюмень біля міста Зарічний. Ділянку довжиною 2,7 км із 42 по 46 км почали будувати ще на початку 1990-х.
На початку грудня 2011 був відкритий другий пусковий комплекс автомобільної дороги Єкатеринбург — Тюмень на ділянці 46-52 км. У жовтні 2014-го року було відкрито ділянку 250-260 км біля Тугулима.

## Реконструкція
Масштабна реконструкція траси проводиться в рамках будівництва траси М12 та її подальшого продовження до Тюмені з 2018 року. Ділянка 148-159 км була відкрита наприкінці 2018 року. Наприкінці жовтня 2019 року завершилася реконструкція ділянки в районі Камишлова, з 148 по 168 км. У грудні 2021 року завершилася реконструкція ділянки з 215 по 240 км. Завершено проектування ділянки з 35 по 104 км, що включає розширення обходу Білоярського з його добудовою, розширення ділянки до міста Богдановича, будівництво обходу Богдановича з півдня. Роботи стартують наприкінці 2022. Завершено проектування капітального ремонту останніх двох ділянок: ділянки Богданович — Камишлов (104-123 км) та ділянки 168-180 км. У жовтні 2022 року завершилася реконструкція ділянки з 188 по 215 кілометр, на дільницях 180 -188 км та 216-220 км реконструкція завершена у грудні 2022 року та Свердловської областей. Наприкінці 2022 року завершилася реконструкція ділянки 289-295 км у межах Тюменської області, а також ділянка 123 км - 148 км.

## Зображення

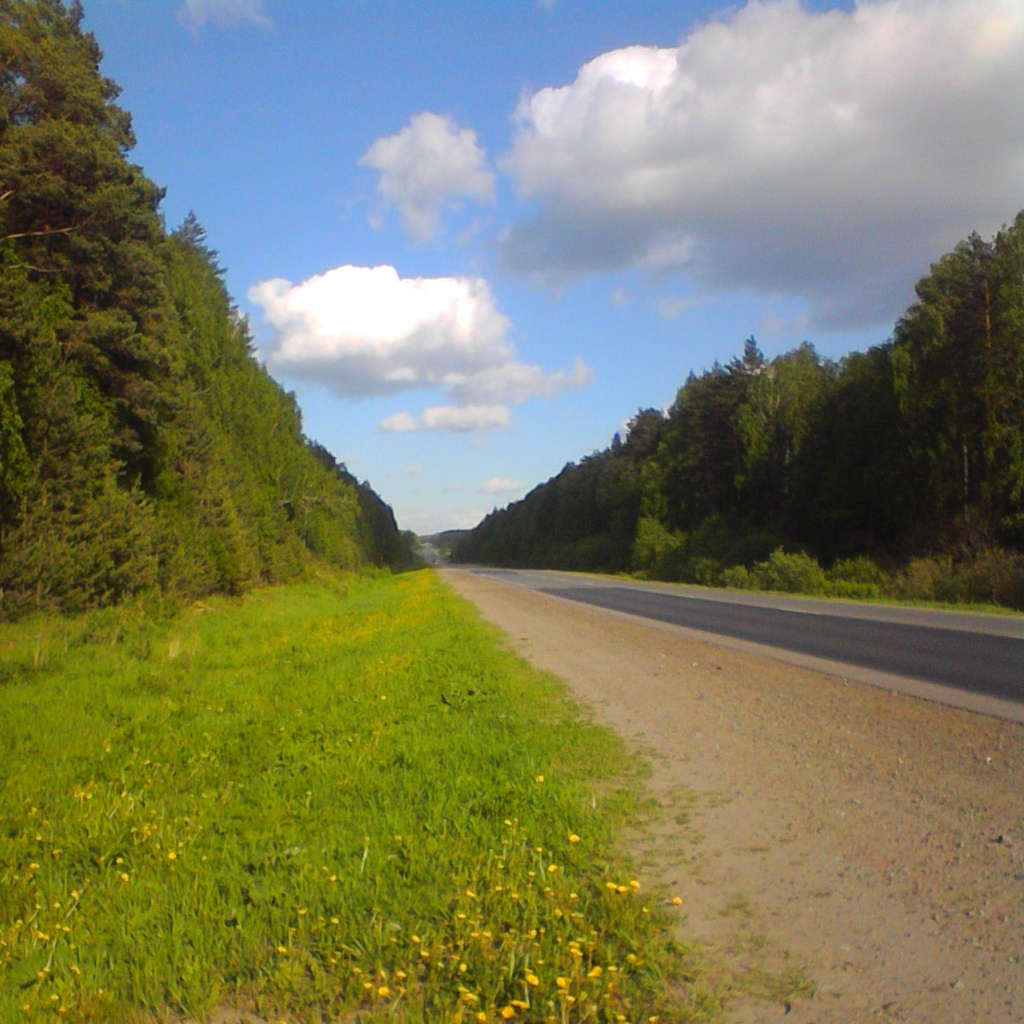
Ділянка між Грязновським та Білейкою.
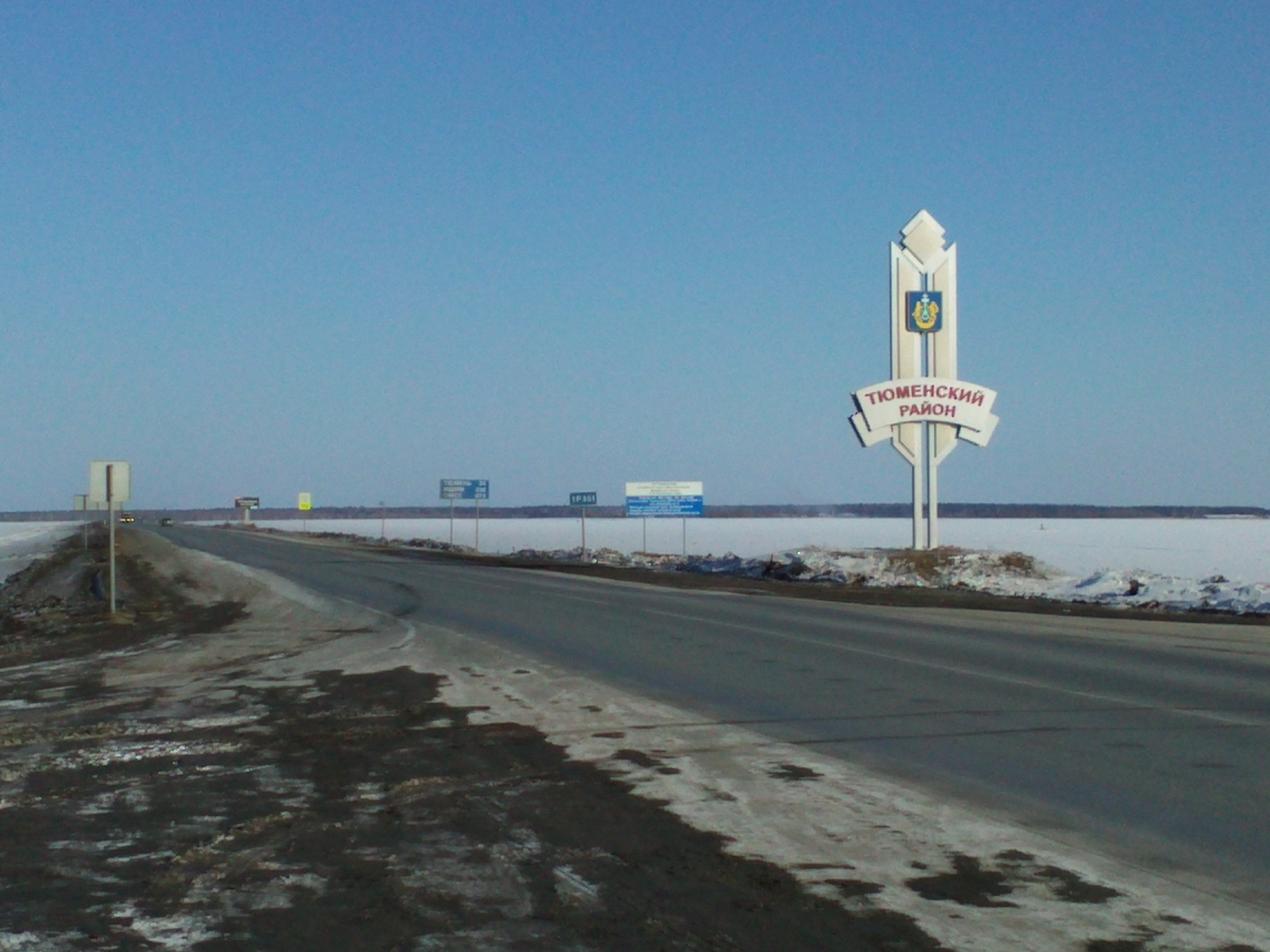
Кордон Свердловської та Тюменської областей.